# جواز سفر دومينيكي
تم إصدار جواز سفر دومينيكا
للمواطنين من قبل كومنولث دومينيكا بغرض للسفر الدولي. يعتبر جواز السفر الدومينيكي جواز سفر كاريكوم لان دومينيكا عضو في المجموعة الكاريبية.
في عام 2016 احتلت دومينيكا المرتبة 41 من حيث قوة جواز السفر من حيث السفر بدون تأشيرة أو بتأشيرة إلى 119 بلدا وإقليما وفقا لمؤشر قيود التأشيرة. حاملي جواز سفر دومينيكا يمكن ان يسافروا إلى المملكة المتحدة ومنطقة شنغن بسهولة وبدون الحصول على التأشيرة.